# Chimsapasset
Chimsapasset (georgiska: ხიმსა უღელტეხილი, Chimsa ugheltechili) är ett bergspass i Georgien. Det ligger i regionen Abchazien, i den nordvästra delen av landet. Chimsapasset ligger 2 418 meter över havet.